# 다머 (벨기에)

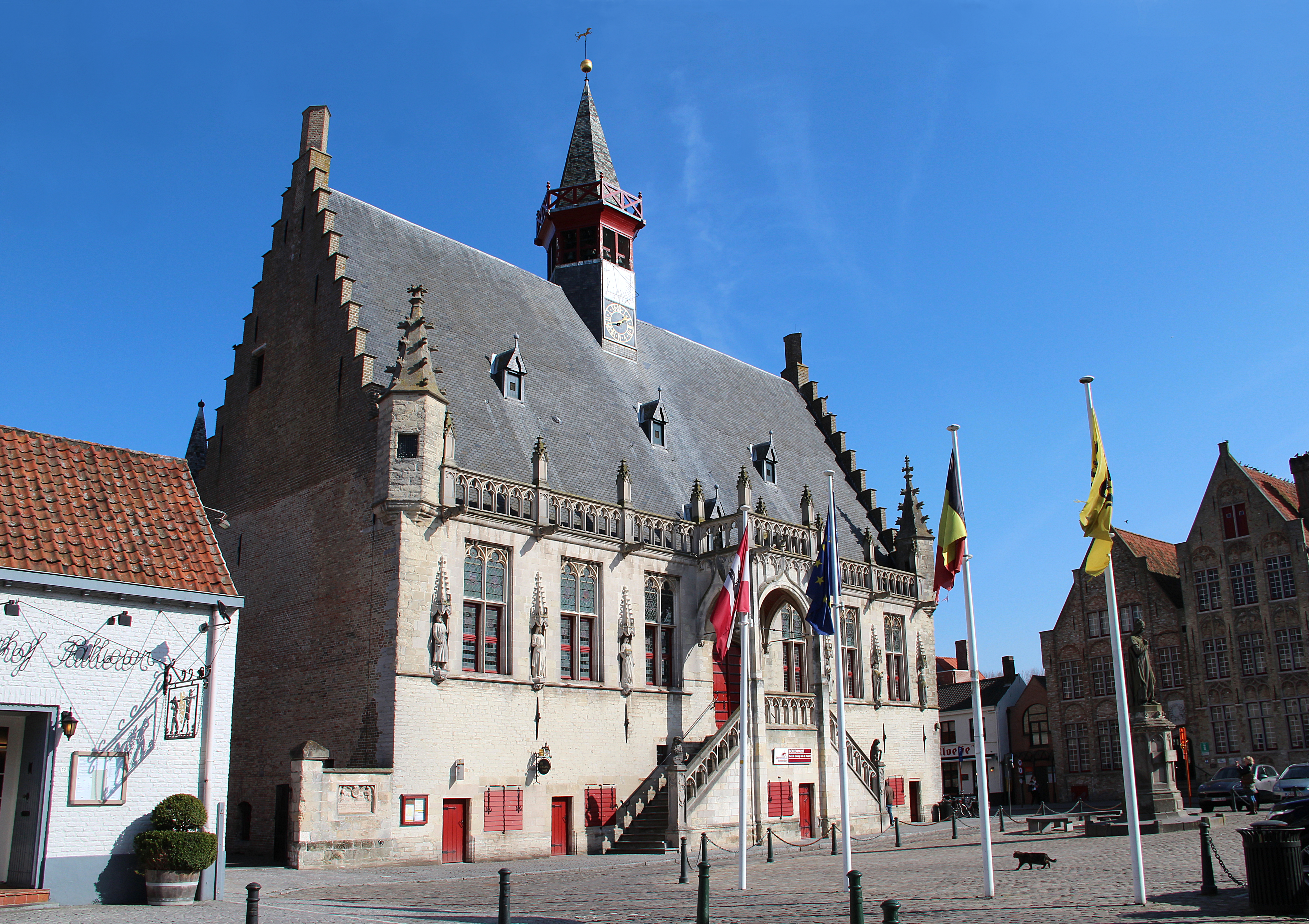
다머

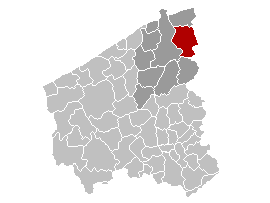
다머의 위치

다머(네덜란드어: Damme)는 벨기에 플란데런 지역 베스트플란데런주에 위치한 도시로 면적은 89.52km2, 인구는 10,844명(2013년 1월 1일 기준), 인구 밀도는 120명/km2이다.

시기
시 문장